# 平林尚三
平林尚三（日語：平林 尚三，1937年8月23日—2004年10月3日），日本男性配音員、演員。出身於岐阜縣。身高169cm。

## 經歷
本名平林章三（與藝名的日文讀音相同）。岐阜縣立岐阜商業高等學校畢業。
九Production社長。創辦以前經歷東京藝術座、六藝社、太陽Promotion、JK Planing、同人舎Production、劇團新人會電影放送部。
2004年10月3日病逝，享壽67歲。配音遺作是《歇洛克·福爾摩斯》的日語追加錄音內容。此外，其所屬經紀公司九Production在同年10月31日解散。

## 人物
特長：芭蕾舞。

## 繼任
在平林逝世後，配音員接任作品如下：
- 金子達（日语：金子達）（大審判（英语：The Verdict））：艾德·康崁農[注 1]

## 演出

### 電視劇
- 傳七捕物帳（日语：伝七捕物帳）（日本電視台）
  - 第14話（1974年）－和十郎
  - 第151話（1977年）－利助

### 電影
- 故鄉（日语：ふるさと (1983年の映画)）（1983年）－村莊男子
- 郡上一揆（日语：郡上一揆 (映画)）（2000年）－別府彌格
- 草之亂（日语：草の乱）（2004年）－永保社社長（高利貸）

### 外語配音

#### 電影
- 少林三十六房（張將軍〈張午郎〉）
- 欲望街車
- 最佳拍檔 ※富士電視台版。
- 不結婚的女人（英语：An Unmarried Woman）
- 大盜鐵金剛（英语：The Anderson Tapes）
- 龍兄虎弟 ※富士電視台版。
- 大俠客（英语：Big Jake）（尖鼻子山姆〈布魯斯·卡博特（英语：Bruce Cabot）〉）
- 偉大的星期三（英语：Big Wednesday） ※日本電視台版。
- 盲拳鬼手 (1979年電影)（老虎）
- 朱門血痕（英语：Bloodline (1979 film)）
- 藍色珊瑚礁
- 無所遁形（英语：Brannigan (film)）（Moretti警部）
- 鐵膽雙雄（英语：Busting）（Marvin〈Michael Lerner〉）
- 狗急跳牆
- 砲彈飛車2（Dom DeLuise）※朝日電視台版。
- 魔羯星一號 ※朝日電視台版。
- 第三類接觸 ※朝日電視台舊錄製版。
- 魔繭（英语：Cocoon (film)）（Pops〈Charles Lampkin〉）
- 毀天滅地（邦巴塔〈威爾特·張伯倫〉）※TBS版。
- 鐵蹄壯士魂（英语：Counterpoint (1968 film)）（Klingermann上尉〈Curt Lowens〉）※TBS新錄製版[注 2]。
- 癲馬靈猴
- 複製人（Hillstrom教授〈David Sheiner〉）※日本電視台版。
- 浩劫後（英语：The Day After）  ※朝日電視台版。
- 猛龍怪客（英语：Death Wish (film)） ※朝日電視台版。
- 深夜止步（Pietro Valgoi〈Franco Vaccaro〉）※TBS版。
- 銀嶺雄風（德语：Der schwarze Blitz） ※TBS版。
- 虎口拔牙（英语：The Driver）（Green Mask〈Bob Minor〉）
- 沙丘魔堡（吉爾德曼）※日本電視台版[注 3]。
- 象人 ※TBS版[注 3]。
- 紐約大逃亡 ※日本電視台版[注 3]。
- 勝利大逃亡
- 火力（英语：Firepower (film)）
- 火車大劫案（英语：The First Great Train Robbery）（站長〈Peter Benson〉、執事、檢察官、Bark、男4、搬運工2）※TBS版。
- 飛俠哥頓 ※日本電視台版。
- 飛向月球（英语：From the Earth to the Moon (film)）（Jules Verne〈Carl Esmond〉）※電視播出新錄製版。
- 4個朋友（英语：Four Friends (1981 film)）（Carnahan）※日本電視台版。
- 梔子花（英语：Gardenia (film)）（Tony Caruso〈Robert Webber〉）※TBS版。
- 亡命大煞星（英语：The Getaway (1972 film)） ※富士電視台版。
- OK牧場大決鬥 ※朝日電視台新錄製版。
- 第18號機庫（英语：Hangar 18 (film)）（Harry Forbes〈Darren McGavin〉）※日本電視台版。
- 自我防衛（英语：In Her Defense）（Robert St. Laurent〈Daniel Pilon〉）
- 大力神在紐約
- 魔島生死劫（英语：The Island (1980 film)） ※朝日電視台版。
- 巨人殺手傑克 (1962年電影)（英语：Jack the Giant Killer (1962 film)）（賈納〈沃爾特·柏克（英语：Walter Burke）〉）
- 007系列
  - 007：金手指 ※日本電視台版。
  - 007：生死關頭（小奎爾〈羅伊·斯圖爾特（英语：Roy Stewart）〉）※TBS舊錄製版。
  - 007：太空城（私人飛機機師）※TBS版。
  - 巡弋飛彈（考拜克、卡佩珀）※機內上映版。
  - 007：女王密使（岡瑟〈尤里·博里安科（英语：Yuri Borienko）〉）※TBS版。
  - 007：海底城（謝爾蓋·巴爾索夫〈邁克爾·比林頓（英语：Michael Billington (actor)）〉）※TBS舊錄製版。
  - 00：霹靂彈（平德〈厄爾·卡麥隆（英语：Earl Cameron）〉）※TBS版。
- 大白鯊 ※日本電視台版。
- 猛龍煞星（英语：Joe Kidd）（法蘭克·哈蘭的手下）
- 金剛2（英语：King Kong Lives） ※朝日電視台版。
- 冒險者（英语：The Last Adventure (1967 film)）（駕駛員〈塞爾·雷加尼（英语：Serge Reggiani）〉）※TBS版[注 3]。
- 昨日重現（英语：Limbo (1972 film)）（菲爾·嘉瑞特〈斯圖亞特·馬戈林（英语：Stuart Margolin）〉）※富士電視台版。
- 諸神的黃昏（伯納德·馮·古登教授〈海因茨·慕哥（英语：Heinz Moog）〉、出版社老闆）※關西電視台版[注 3]。
- 麥克阿瑟（英语：MacArthur (film)）
- 中途島（英语：Midway (film)）（文頓·麥達克斯上校〈詹姆士·柯本〉）※日本電視台版。
- 墨菲的戰爭（英语：Murphy's War）（艾利斯中尉〈約翰·哈勒姆（英语：John Hallam）〉）
- 凡夫俗子 ※朝日電視台版。
- 紙月亮（羅伯森〈納博·威靈翰（英语：Noble Willingham）〉）
- 萘婭（法语：Néa）（電視評論員）※東京電視台版。
- 狂犬病（英语：Rabid (film)）（莫雷·賽福爾〈喬·西佛〉）※東京電視台版[注 3]。
- 惡魔的追殺（英语：Race with the Devil） ※TBS版[注 2]。
- 法櫃奇兵（巴蘭卡〈維克·塔布恩（英语：Vic Tablian）〉）※日本電視台版。
- 第一滴血續集 ※日本電視台版。
- 大破霹靂黨（英语：Ransom (1974 film)）（麥特森）
- 魔鬼殺陣（貝克〈艾德·羅特〉）※TBS版。
- 雨中怪客（英语：Rider on the Rain）（大使館員）※日本電視台版[注 3]。
- 摩天輪大血案（英语：Rollercoaster） ※日本電視台版。
- 荒野黑旋風（英语：Sabata (film)）（保安官〈約翰·巴薩（英语：John Bartha）〉）※TBS版。
- 衝突（英语：Serpico） ※朝日電視台版[注 4]。
- 英雄一身膽（英语：Sharky's Machine (film)）（特威格斯驗屍官〈詹姆士·歐康奈爾〉）※朝日電視台版[注 3]。
- 聖拿河之戰（英语：Shenandoah (film)） ※TBS版。
- 追追追（喬治·布蘭福德、糖熊）※富士電視台版。
- 風雲羣英會 ※富士電視台版[注 5]。
- 情在深秋（英语：St. Ives (1976 film)）
- 星際大戰4：曙光乍現（普拉爾中校）※日本電視台1985年播出版。
- X-1號敢死潛艇（英语：Submarine X-1）（基思·威利斯中尉〈約翰·凱蘭〉）※朝日電視台版[注 2]。
- 浩劫妙冤家（英语：Swept Away (1974 film)）（科拉多）
- 巴格達妙賊（英语：The Thief of Bagdad (1940 film)）（賈法爾〈康拉德·維德〉）※日本電視台版。
- 龍鳳鬥智（英语：The Thomas Crown Affair (1968 film)）（分店長〈布魯斯·格洛弗（英语：Bruce Glover）〉）※富士電視台版。
- 湯姆·霍恩（英语：Tom Horn (film)）
- 衝破鐵幕（英语：Torn Curtain）（奧托·豪普〈哈羅德·迪倫福斯〉）※富士電視台版。
- 火燒摩天樓（卡皮〈唐·戈登（英语：Don Gordon (actor)）〉）※日本電視台版。
- 美國最後之日（英语：Twilight's Last Gleaming）（史東西弗將軍〈唐·費洛斯（英语：Don Fellows）〉）
- 大審判（艾德·康坎農〈詹姆士·梅遜〉）※TBS版。
- 外星人大戰地球（英语：The War of the Worlds (1953 film)）（旁白〈塞德里克·哈德威克（英语：Cedric Hardwicke）〉）
- 上天入海擒金匪（英语：When Eight Bells Toll (film)）（菲利普·卡爾維特〈安東尼·霍普金斯〉）※日本電視台版。
- 白熱（英语：White Lightning (1973 film)）（刑務所長）

#### 電視影集
- 神探可倫坡（吉米、刑警、庫拉警備隊員、拉西特、托馬斯）
- 女作家與謀殺案（英语：Murder, She Wrote）（阿隆·克萊默）
- 歇洛克·福爾摩斯（約瑟夫·哈里森）

### 電視動畫
1972年
- 科學小飛俠（潛水艦艦長）

1975年
- 時間飛船（哥倫波、瓦林卡）

1976年
- 無敵飛天俠（史沙納）
- 保羅歷險記（虎骸骨）

1977年
- 咪咪流浪記
- 小雙俠 (1977年版)（フンバルジャン）

1978年
- 科學小飛俠II（哲太郎）

1979年
- 凡爾賽玫瑰（聽眾、醫師）
- 魯邦三世 (TV第2系列)（日语：ルパン三世 (TV第2シリーズ)）（布雷南長官）

1980年
- 明日之丈2（關東電視台運動部長·大橋）

1981年
- 六神合體雷霆王（ザザ）

1982年
- 銀河烈風幕臣我（要人）

1983年
- SPACE COBRA（拉西德）
- 超時空世紀歐卡斯（韋斯萊中將）
- 咪姆多彩夢幻之旅（約翰內斯·開普勒）

1984年
- 星槍士俾斯麥（華特總司令官、米格）
- 魯邦三世 PartIII（日语：ルパン三世 PartIII）（艾爾·卡彭）

1986年
- 宇宙傳說尤利西斯31（日语：宇宙伝説ユリシーズ31）（神）
- 珊瑚礁傳說 藍海的艾爾菲（日语：サンゴ礁伝説 青い海のエルフィ）（塔倫[10]）

1988年
- 小公子西迪（嘉斯頓醫生）
- 鎧傳（柳生三巖博士）

### 電影動畫
- 魯邦三世：卡里奧斯特羅之城（1979年，國際刑警組織長官）
- 超人洛克（日语：超人ロック）（1984年，赫克特上校）

### OVA
- 搞怪拍檔（1987年，山卓）

## 腳註

## 外部連結
- （日語）—WEB THE TELEVISION（日语：ザテレビジョン）
- （日語）—goo人名事典
- 平林尚三 （页面存档备份，存于） （日語）—KINENOTE
- 平林尚三 （页面存档备份，存于） （日語）—MOVIE WALKER PRESS（日语：MOVIE WALKER PRESS）
- 平林尚三 （页面存档备份，存于） （日語）—電影.com（日语：映画.com）
- 平林尚三 （页面存档备份，存于） （日語）—allcinema（日语：allcinema）